# Науковий центр і музей технології (Салоніки)
Науковий центр і музей технології (грец. Το Κέντρο Διάδοσης Επιστημών & Μουσείο Τεχνολογίας, NOESIS) столиці Македонії міста Салоніки — найзначніший технологічний музей Греції. Створений в 1978 році, під назвою Технічний Музей Салонік (грец. Τεχνικό Μουσείο Θεσσαλονίκης).

## Експонати
Центр пропонує широкій публіці постійну експозицію з історичними експонатами для вивчення тем науки і технології. Велика частина експонатів є даром грецьких організацій таких як Державна енергетична корпорація Греції, OTE, Університет Арістотеля в Салоніках і друзів музею. Частину експонатів було куплено. Великі роботи з модернізації Центру були виконані в період 1995-1999 років, за підтримки Генерального секретаріату досліджень і технології.
Музей в даний час має багато експозицій, зокрема, "Технологія транспортування", що містить антикварні моделі автомобілів, які ілюструють історію автомобіля. У найближчому майбутньому[коли?] у виставковому залі буде також виставка давніх грецьких технологій. Ще NOESIS відкриє[коли?] Центр творчості та інновацій, заклад для студентів, а також технопарк.

## Зали
- Космотеатр: зал на 300 місць з найбільшим в Греції екраном для показу освітніх і документальних фільмів.
- Планетарій: 150 місць під куполом цифрового планетарію.
- Амфітеатр на 200 місць.
- Театр з симулятором руху трьома платформами, 3-D проєкцією і 6-осьовими рухами. Грецька співачка Єлена Папарізу записала тут відеокліп пісні «Number One», з якою виграла конкурс Євробачення 2005 року[2].

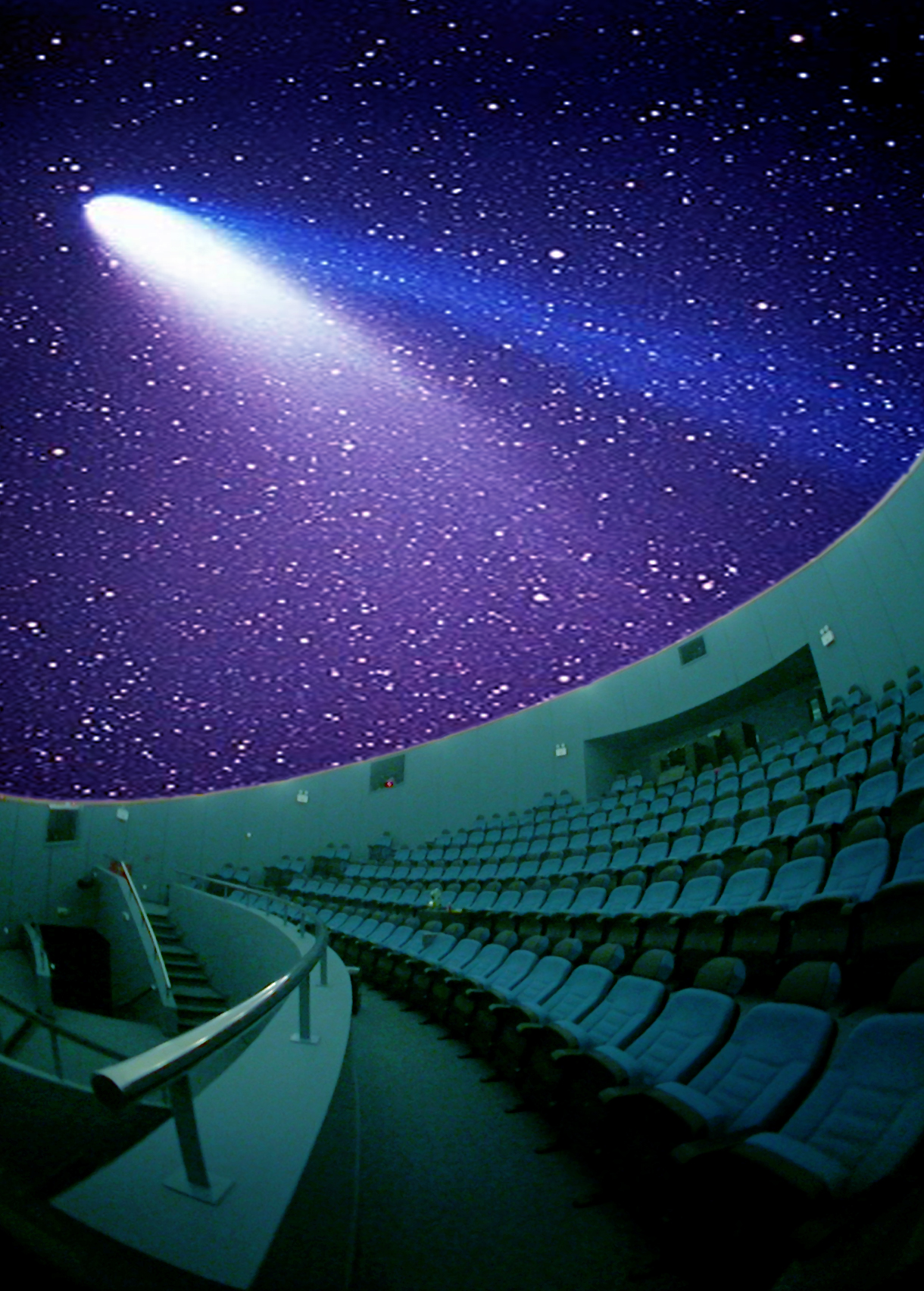
Планетарій
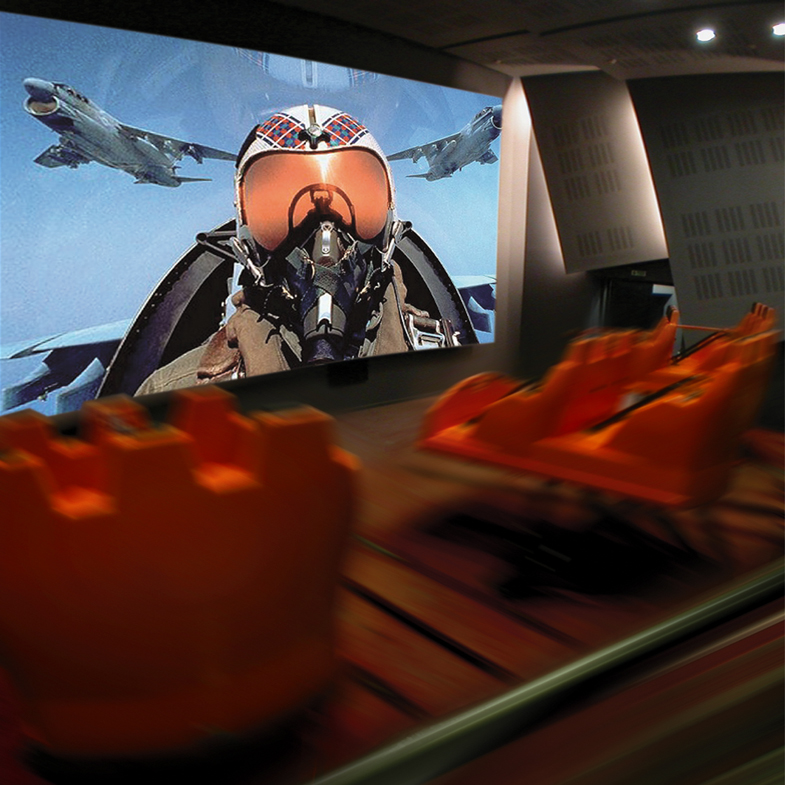
Симулятор руху
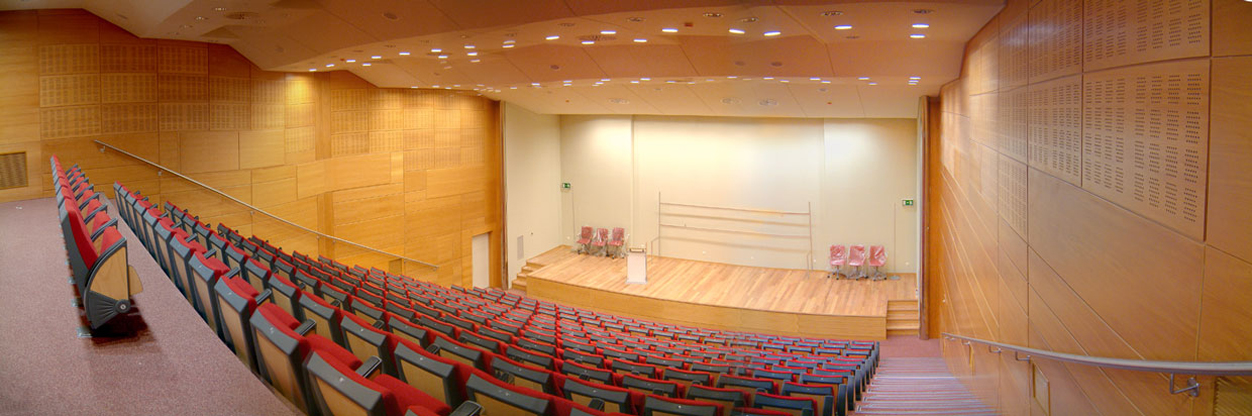
Глядацька зала